# Son Xigala
Son Xigala es un barrio de la ciudad de Palma de Mallorca, Baleares, España.
Se encuentra delimitado por los barrios de Son Serra, Sa Vileta, Son Roca, Son Anglada, Los Almendros, Son Pacs y Son Vida.
Alcanzaba en el año 2007 la cifra de sólo 4.267 habitantes.
- Datos: Q9078873